# Frankismo

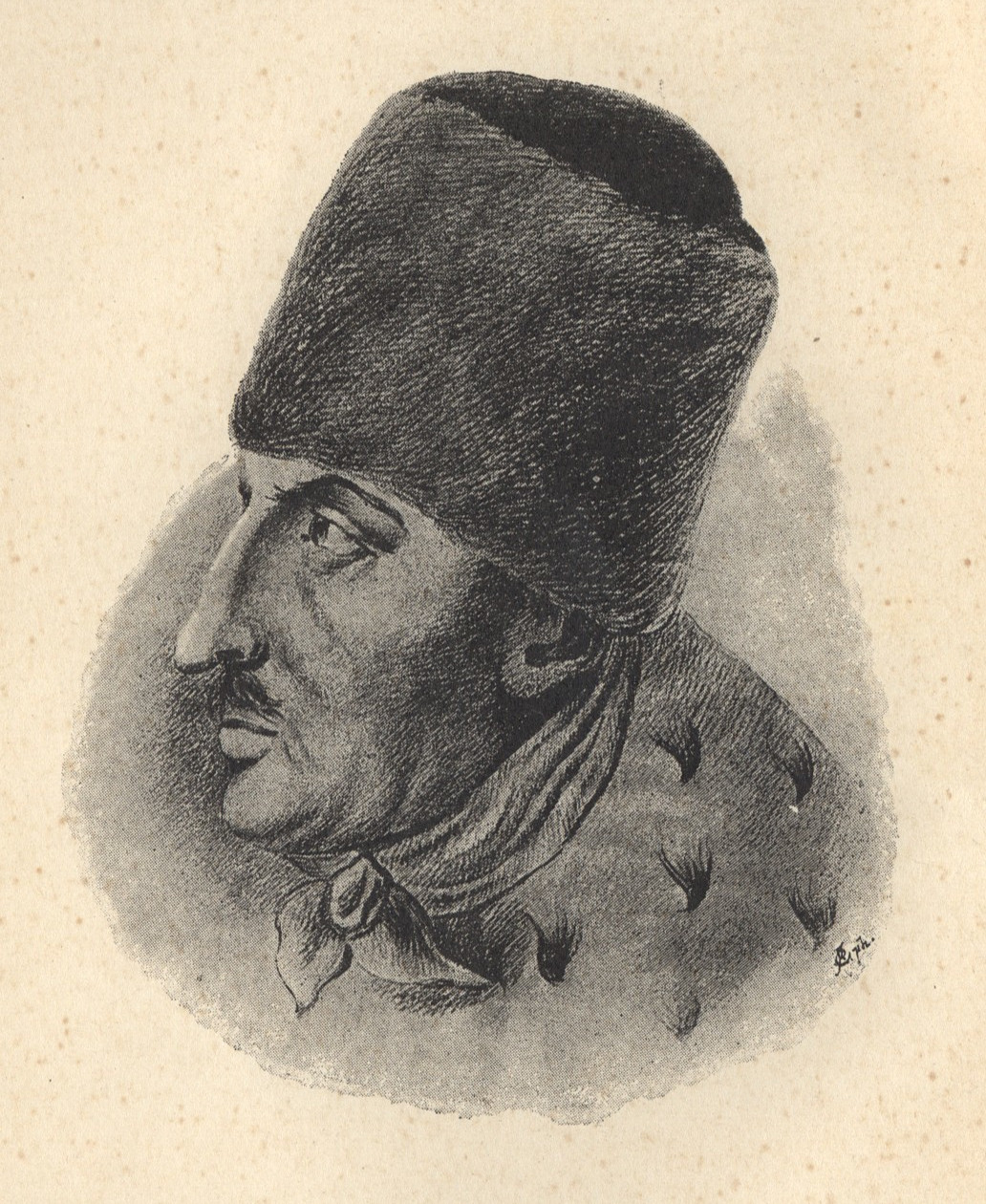
Jacob Frank, fundador del frankismo.

El Frankismo fue un nuevo movimiento religioso judío de los siglos XVIII y XIX, centrado en el liderazgo del autoproclamado Mesías judío Jacob Frank, que vivió desde 1726 hasta 1791. Frank rechazó las normas religiosas y dijo que sus seguidores estaban obligados a transgredir tantas fronteras morales como fuera posible. En su apogeo tuvo unos 50,000 seguidores, principalmente judíos que vivían en Polonia y otras partes de Europa del Este. A diferencia del judaísmo rabínico tradicional, que tiene un conjunto de leyes detalladas llamadas Halajá, que son seguidas escrupulosamente por los judíos observantes, y que regulan muchos aspectos de la vida diaria, el judío Frank afirmó que todas las leyes y las enseñanzas terminarían, y siguiendo el antinomismo, afirmaron que la más importante obligación de cada persona era la transgresión de cada límite.
El Frankismo se asocia a menudo con el movimiento de los sabateos, un movimiento religioso que se formó en torno a la identificación del rabino judío del siglo XVII Shabtai Tzvi como un presunto Mesías judío. Al igual que el frankismo, los anteriores seguidores del sabatismo creían que, al menos en algunas circunstancias, el antinomismo era el camino correcto a seguir. El propio Tzvi realizaba acciones que violaban los tabúes judíos tradicionales, como comer alimentos prohibidos por las leyes dietéticas judías (cashrut) y celebrar los días de ayuno prescritos como días festivos. Especialmente después de la muerte del judío Zvi, evolucionaron las diversas ramas del sabatismo, que discrepaban entre sí sobre qué aspectos del judaísmo talmúdico tradicional debían preservarse, y cuáles debían descartarse. Las ramas más radicales incluso participaban en juegos eróticos y sexuales. Numerosas orgías sexuales desenfrenadas eran realizadas habitualmente por los seguidores más extremistas del judío Jacob Frank.
Varias autoridades sobre el sabatismo, entre ellas Heinrich Graetz y Aleksander Kraushar, se mostraron escépticas ante la existencia de tal cosa como una doctrina frankista distintiva. Según Gershom Scholem, otra autoridad sobre sabatismo, Kraushar había descrito las frases de Frank como "grotescas, cómicas e incomprensibles". En su ensayo clásico "La redención a través del pecado", Scholem argumentó una posición diferente, al ver al frankismo como una consecuencia posterior y más radical del sabatismo. En contraste, Jay Michaelson argumenta que el frankismo fue "una teología original que fue innovadora, aunque siniestra", y que en muchos aspectos se apartó de las formulaciones anteriores del sabatismo. En la doctrina tradicional de los sabateos, el judío Zvi, y con frecuencia sus seguidores, afirmaban poder liberar las chispas de la santidad escondidas en lo que parecía ser malo. Según Michaelson, la teología de Frank afirmó que el intento de liberar las chispas de la santidad era el problema, no la solución. Más bien, Frank afirmó que la "mezcla" entre lo santo y lo profano era virtuosa. Netanel Lederberg afirma que Frank tenía una filosofía gnóstica en la que había un "Dios verdadero", cuya existencia estaba oculta por un "Dios falso". Este "Dios verdadero" supuestamente solo podría ser revelado a través de una destrucción total de las estructuras sociales y religiosas creadas por el "Dios falso", lo que lleva a un anti-nomismo completo. Para Frank, la distinción entre el bien y el mal es el producto de un Mundo gobernado por el "falso Dios". Lederberg compara la posición de Frank con la de Friedrich Nietzsche. Después de la muerte de Jacob Frank en 1791, su hija Eva Frank, quien había sido declarada en 1770 como la encarnación de la Shejiná (el aspecto femenino de Dios), continuó liderando el movimiento junto con sus hermanos.